# مريت إتس الرابعة
مريت إتس الرابعة أو مريتيتيس الرابعة ، هي ملكة مصرية قديمة غير حاكمة أو زوجة ملك ، عاشت في عهد الأسرة السادسة ، و هي زوجة الملك بيبي الأول.

## ألقابها
- عظيمة صولجان حتس (المفضلة لدي الملك).
- من ترى حور و ست.
- عظيمة الثناء.
- زوجة الملك.
- زوجة الملك و حبيبته.
- رفيقة حور.[2]

## مدفنها
تم دفن مريت إتس الرابعة في سقارة. و هرمها يقع إلى الجنوب من هرم بيبي الأول ، إلى الجنوب الغربي من مجمع الملكة إننك إنتي و إلى الجنوب من الهرم الصغير المشار إليه علمياً باسم «الهرم الجنوبي الغربي».